# Apache log4net
log4net — порт фреймворка для логирования log4j на платформу Microsoft .NET Framework. Первоначальная работа была выполнена компанией Neoworks и проспонсирована организацией Apache Software Foundation в феврале 2004. log4net — инструмент, помогающий программисту получать лог записей для различных целей. Фреймворк похож на оригинальный log4j, но при этом обладает преимуществами в виде новых возможностей среды выполнения .NET. Присутствует поддержка Nested Diagnostic Context (NDC) и Mapped Diagnostic Context (MDC).